# Радаков, Алексей Александрович
Алексей Александрович Радако́в (1877—1942) — российский и советский художник-карикатурист, плакатист, живописец, иллюстратор.

## Биография
Родился в 1877 году в Москве.
Отец, Александр Николаевич (умер 7 сентября 1914), с 1870 — врач в Москве, Вятке, Елабуге, с 1883 — в Московском военном госпитале, надворный советник (с 1881).
Мать — Елена Дмитриевна, урождённая Михайлова.
С 16 лет печатал рисунки и карикатуры в юмористических журналах «Будильник», «Стрекоза», «Шут». В 1898 году в Москве вышел юмористический альманах «Маски и гримасы», где помещены выполненные Радаковым рисунки и несколько его шуточных стихотворений.
Окончил Школу живописи, ваяния и зодчества в Москве и Школу Штиглица в Петербурге (1905).
В 1910 году получил право на преподавание рисунка от Академии художеств в Петербурге.
Регулярно начал работать в сатирической прессе с 1905 года (журналы «Жупел», «Зритель», «Стрелы»).

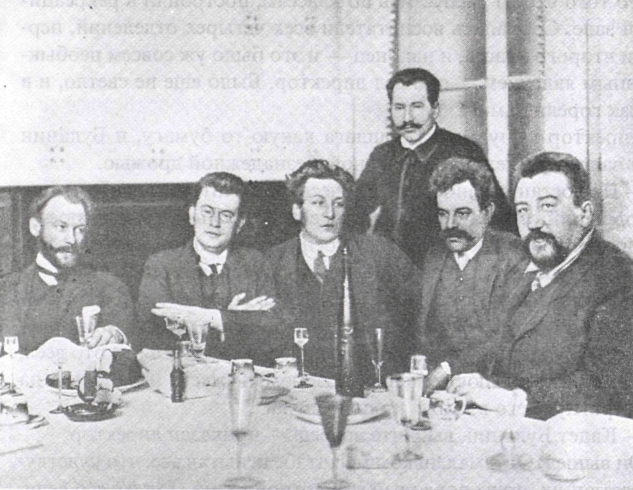
Редакция журнала «Сатирикон». В центре А. А. Радаков

Один из самых ярких плакатистов первой половины XX века, один из основных сотрудников журнала «Сатирикон».
С 1911 года до закрытия был редактором детского журнала «Галчонок», также делал рисунки для изданного М. Горьким детского журнала «Северное сияние».
В начале 1918 года открыл в центре Петрограда театрально-художественный кабачок. Обозреватель газеты «Петроградский голос» 23 мая писал: «"Петрушка" - оригинальный уголок на углу [проспектов] Литейного и Невского...<...> Три подвальные комнаты своеобразно разрисованы художником Радаковым. В течение дня здесь поэты, музыканты, артисты находят дешевый стол. По вечерам вход по строгой рекомендации. Поэты, музыканты экспромтом исполняют свои произведения. <...> В "Петрушке" отдыхаешь от политики».
Среди жители «северной столицы» был популярен куплет:
Сердце вянет, как петрушка,
От стыда – хоть в тарары.
Но излечит нас «Петрушка»
От тоски и от хандры.
Кабачок работал около трех месяцев и был закрыт.
Автор знаменитого агитационного плаката «Неграмотный — тот же слепой…» (1920).
Сотрудничал с советскими сатирическими журналами «Крокодил», «Мухомор»,«Красный перец», «Бегемот», «Бич» и других изданиях; иллюстрировал ряд детских книг.